# 髙橋涼子 (声優)
髙橋 涼子（たかはし りょうこ、1988年10月12日 - ）は、日本の女性声優。以前は青二プロダクション（ジュニア）に所属していた。山形県酒田市出身。

## 出演作品

### テレビアニメ
2010年
- あにゃまる探偵キルミンずぅ（女子大生）

### ゲーム
- イースvs.空の軌跡 オルタナティブ・サーガ（モナ）
- 新・剣と魔法と学園モノ。刻の学園（アン[1]）
- タクティクスレイヤー 〜リティナガード戦記〜

### ナレーション
- きがきくキッチン（BSフジ）

### ラジオドラマ
- 青山二丁目劇場 一人学食（女子生徒）